# 二見梓
二見 梓（ふたみ あずさ、1992年5月15日 - ）は、日本の元女子バレーボール選手、元ビーチバレー選手。東レエンジニアリング所属。

## 来歴
神奈川県三浦郡葉山町出身。メグカナ（栗原恵、大山加奈）に憧れて、中学1年からバレーボールを始める。県内の強豪校である大和南高校に進学し、2009年の春高バレーではベスト8。また国体では東九州龍谷高校をあわやというところまで苦しめベスト4入り、その笑顔とあいまって注目を集めた。同年、ユース代表に選出された。2010年にこれまでのセンターからサイドアタッカーにコンバートされて、主将としてチームを牽引した。
2011年4月、プレミアリーグの東レアローズに入団し、2012年1月22日の久光戦でプレミアデビューを果たした。その後、レギュラーラウンド終盤でスタメンを獲得すると、同シーズンのファイナルでも活躍し、2年ぶり4回目のリーグ制覇に貢献した。
2012年9月、第3回アジアカップ女子大会の日本代表メンバーに選出された。
2015年5月29日、インドアバレー選手としての現役引退が発表された。
引退後は東レエンジニアリングの総務課での社業に専念していたが、2016年から本格的にビーチバレー選手として活動を始め、2020年東京オリンピックを目指すことを表明している。
2017年2月にアメリカ合衆国のフォートローダーデールで開催されたビーチバレー・ワールドツアーに長谷川暁子とペアを組んで出場したが、予選敗退に終わった。
同年8月に開催されたビーチバレージャパンで長谷川暁子とペアを組み、メジャー初優勝を果たした。
2018年、長谷川とのペアでジャカルタアジア大会に出場。準々決勝で敗退。
2021年限りで現役引退。
2025年時点では東レエンジニアリングの広報宣伝課で勤務している。

## 人物
2023年に結婚し、2024年に第1子を出産している。

## 球歴
- 全日本代表
  - ユース代表 - 2009年
  - シニア代表 - 2012-2013年

## 所属チーム
- 葉山町立南郷中学校
- 神奈川県立大和南高等学校
- 東レアローズ（2011-2015年）